# 2017-es törökországi alkotmánymódosító népszavazás

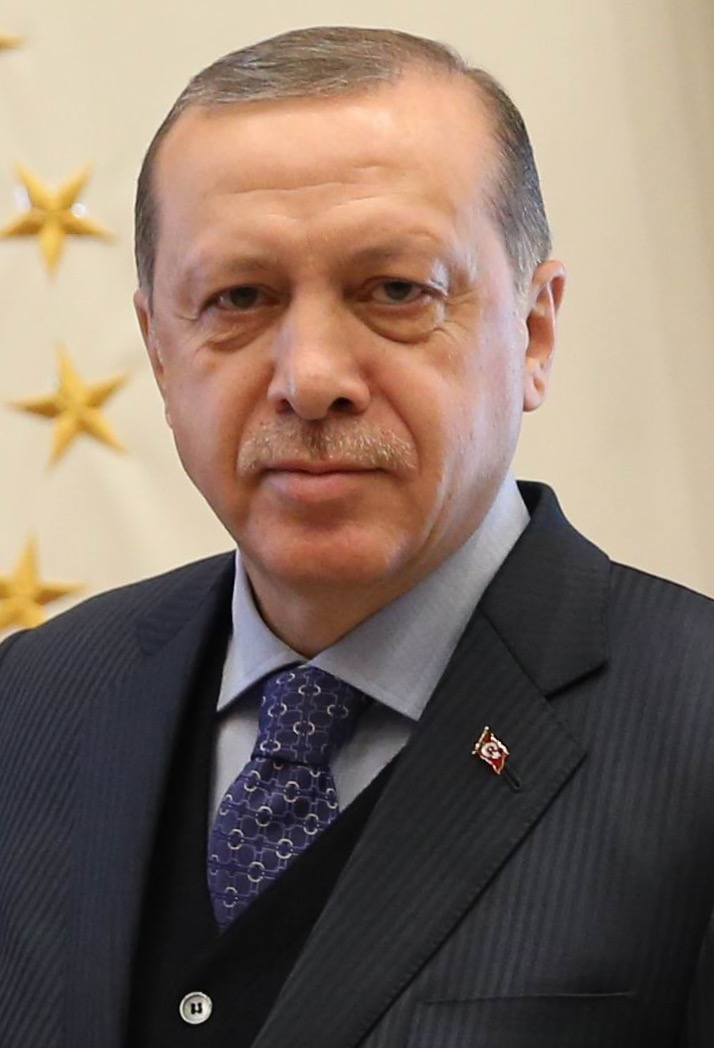
Recep Tayyip Erdoğan

A 2017-es törökországi alkotmánymódosító népszavazás 2017. április 16-án volt megtartva Törökországban. A módosítás a köztársasági elnöki és a miniszterelnöki hatalom összevonásáról szólt. A hivatalos eredmény szerint a szavazáson résztvevők valamivel több, mint 51%-a támogatta a módosítást, ami a korábbinál is jelentősebb hatalmat fog biztosítani Recep Tayyip Erdoğan elnöknek. Mivel mind a kampány során, mind a szavazás lebonyolításakor és a szavazatok összeszámlálásakor súlyos szabálytalanságok történtek, az eredmény hitelességét török ellenzéki pártok és független, nemzetközi megfigyelők egyaránt kétségbe vonták.